# Skarn
Skarn refiere a una roca o zona metamorfizada alrededor de una intrusión ígnea que se caracteriza por consistir en una roca carbonatada con minerales producto de metasomatismo. El nombre viene del idioma sueco y en su sentido original refiere estrictamente a una asociación de granate cálcico, piroxeno, anfíbol y epidota que caracterizan depósitos minerales de magnetita y calcopirita en Suecia.
Las intrusiones asociadas al skarn son comúnmente de composición diorítica o granítica.

## Formación
En general, se forman dos tipos de skarns, exoskarns y endoskarns.
Los exoskarns son más comunes y se forman en el exterior de un cuerpo intrusivo que entra en contacto con una unidad de carbonato. Se forman cuando los fluidos sobrantes de la cristalización de la intrusión se expulsan de la masa en las etapas de disminución del emplazamiento. Cuando estos fluidos entran en contacto con rocas reactivas, generalmente carbonatos como piedra caliza o dolomita, los fluidos reaccionan con ellos, produciendo alteración (metasomatismo de infiltración).
Los endoskarns se forman dentro del cuerpo intrusivo donde se han producido fracturas, juntas de enfriamiento y stockworks, lo que resulta en un área permeable. El área permeable puede incorporar material de la capa de carbonato. Los fluidos hidrotermales magmáticos que fueron transportados o creados por la intrusión interactúan con el material de carbonato y forman el endoskarn. Los endoskarns se consideran raros. Tanto la composición como las texturas del protolito desempeñan un papel importante en la formación del skarn resultante.
El skarn de reacción se forma a partir del metamorfismo isoquímico que ocurre en unidades de litología sedimentaria finamente intercaladas que implica una transferencia metasomática de componentes a pequeña escala (quizás centímetros) entre unidades adyacentes.
El skarnoide es una roca de silicato de calcio que es de grano fino y pobre en hierro. Se encuentra entre hornfels y skarn de grano grueso. El skarnoide tiende a reflejar la composición del protolito.
La mayoría de los depósitos grandes de skarn experimentan una transición del metamorfismo temprano que forma cuernos, skarns de reacción y skarnoides al metamorfismo tardío que forma skarns de grano relativamente más grueso que contienen mineral. La intrusión de magma desencadena el metamorfismo de contacto en la región donde están presentes rocas sedimentarias y, como resultado, forma hornfels. La recristalización y el cambio de fase de hornfels reflejan la composición del protolito. Después de la formación de hornfels, ocurre un proceso llamado metasomatismo que involucra fluidos hidrotermales asociados con magmáticos, metamórficos, marinos, meteóricos o incluso una mezcla de estos. Este proceso se llama metamorfismo isoquímico y puede dar como resultado la producción de una amplia gama de minerales de silicato de calcio que se forman en unidades de litología impura y a lo largo de los límites de los fluidos donde se produce el metasomatismo a pequeña escala (argilita y piedra caliza, y formación de bandas de hierro).
Los depósitos de skarn que se consideran económicamente importantes contienen metales valiosos, son el resultado del metasomatismo a gran escala donde la composición del fluido controla el skarn y su mineralogía de minerales. Son de grano relativamente más grueso y no reflejan la composición del protolito o las rocas circundantes.
Se forman tipos poco comunes de skarns en contacto con rocas sulfídicas o carbonosas, como lutitas negras, lutitas de grafito, formaciones de hierro en bandas y, ocasionalmente, sal o evaporitas. Aquí, los fluidos reaccionan menos a través del intercambio químico de iones, pero debido al potencial de oxidación redox de las rocas de la pared.
Un antideslizante es una roca de silicato de calcio que se forma por el metasomatismo directo de las rocas de silicato por un magma de carbonatita. Estas rocas se caracterizan por un ensamblaje a alta temperatura de clinopiroxeno diopsídico, olivina y wollastonita, y una aparente falta de calcita ígnea.